# Тогунґа
Тогунґа — у традиційній культурі маорі експерт у конкретній галузі. Він може бути жрецем, знавцем ритуалів, учителем, цілителем, навігатором, скульптором, радником тощо. Відповідником на Гаваях є кагуна:
Елдсон Бест описує такі категорії і спеціалізації тогунґа ((Best 1924:166): 

Tohunga ahurewa: найстарші жерці

Tohunga kiato: найнижчі жерці

Tohunga matakite: віщун

Tohunga whakairo: фахівець із різьблення 

Tohunga tātai arorangi: фахівець із читання по зірках

Tohunga tārai waka: фахівець із будування каное 